# Scopogonalia plaumanni
Scopogonalia plaumanni är en insektsart som beskrevs av Rodney Ramiro Cavichioli 1986. Scopogonalia plaumanni ingår i släktet Scopogonalia och familjen dvärgstritar. Inga underarter finns listade i Catalogue of Life.